# Жижманов, Александр
Александр Жижманов (латыш. Aleksandrs Žižmanovs; 22 января 1971, Рига) — латвийский футболист, защитник, тренер. Выступал за сборную Латвии.

## Биография
С раннего детства жил в Вентспилсе, окончил местную ДЮСШ. Тренер — Валентин Васильевич Ветренко. О выступлениях на взрослом уровне до 26-летнего возраста сведений нет[уточнить]. 
В 1997 году вместе с «Вентспилсом» дебютировал в высшей лиге Латвии. За следующие пять сезонов сыграл 70 матчей в чемпионате страны и забил два гола. Серебряный (2000, 2001) и бронзовый (1998, 1999) призёр чемпионата Латвии, неоднократный полуфиналист Кубка Латвии. В 2001 году потерял место в основе клуба, сыграв за сезон всего 5 матчей, и по окончании сезона завершил карьеру. Участник игр Кубка УЕФА (2 матча) и Кубка Интертото (4 матча).
Сыграл единственный матч за национальную сборную Латвии — 9 июня 1999 года в рамках отборочного турнира чемпионата Европы против Греции (1:2), заменив на 64-й минуте Андрея Рубина.
После окончания игровой карьеры стал работать тренером. В 2006—2008 годах — главный тренер клуба «Транзит» (Вентспилс), игравшего в первой лиге. В 2008 году клуб занял второе место и заслужил право на выход в высшую лигу. В 2013 году — тренер «Вентспилса-2», игравшего в первой лиге. Много лет работает детским тренером в системе «Вентспилса», по состоянию на 2020 год — тренер команд U13 и U14. Имеет тренерскую лицензию «Б».